# Karl Hammer
Karl Hammer (n. 1944) es un botánico, y profesor alemán. Ha trabajado en la Universidad de Kassel, FG Agrarbiodiversität, de Witzenhausen.

## Algunas publicaciones
- Hammer, K. 2000. Biodiversität der Gattung Triticum/Biodiversity of the genus Triticum. En WIETHALER, C., R. OPPERMANN, E. WYSS (eds.) Ökologische Pflanzenzüchtung und Biologische Vielfalt von Kulturpflanzen/Organic plant breeding and biodiversity of cultural plants. NABU, ILN, FIBL, 72-81
- Hammer, K. 2001. Agrarbiodiversität, pflanzengenetische Ressourcen und ökologischeLeistung. Schriften zu genetischen Ressourcen 16, 1-13
- Gladis, T; F Begemann, J Bremond, K Hammer, S Harrer, U Monnerjahn, E Münch, S Roscher. 2003. Konstanz und Veränderung in Flora und Fauna anthropogener Lebensräume Constance and changes in the Flora and Fauna of anthropogenous habitats. PDF 171 kB (enlace roto disponible en Internet Archive; véase el historial, la primera versión y la última).. Bedrohung der biologischen Vielfalt durch invasive gebietsfremde Arten“ : 53-63
- Hammer K, J Gebauer, S Al Khanjari, A Buerkert. 2009a. Oman at the cross-roads of inter-regional exchange of cultivated plants. Genetic Resources and Crop Evolution 56, 547- 560
- Gebauer J, E Luedeling, K Hammer, A Buerkert. 2009b. Agro-horticultural biodiversity in mountain oases of northern Oman. Acta Horticulturae 817, 325-332

- La abreviatura «K.Hammer» se emplea para indicar a Karl Hammer como autoridad en la descripción y clasificación científica de los vegetales.[2]